# Campeonato Mundial de Halterofilismo de 2015 - Até 63 kg feminino
A categoria até 63 kg feminino foi um evento do Campeonato Mundial de Halterofilismo de 2015, disputado no Centro de Convenções George R. Brown, em Houston, nos Estados Unidos, entre 24 e 25 de novembro de 2015. 

## Calendário
Horário local (UTC-6) 
| Dia            | Horário | Fase    |
| -------------- | ------- | ------- |
| 24 de novembro | 14:00   | Grupo C |
| 25 de novembro | 11:00   | Grupo B |
| 25 de novembro | 17:25   | Grupo A |

## Medalhistas
| Evento    | Ouro           | Ouro   | Prata              | Prata  | Bronze                 | Bronze |
| --------- | -------------- | ------ | ------------------ | ------ | ---------------------- | ------ |
| Arranque  | Deng Wei (CHN) | 113 kg | Tima Turieva (RUS) | 112 kg | Karina Goricheva (KAZ) | 112 kg |
| Arremesso | Deng Wei (CHN) | 146 kg | Choe Hyo-sim (PRK) | 139 kg | Tima Turieva (RUS)     | 136 kg |
| Total     | Deng Wei (CHN) | 259 kg | Tima Turieva (RUS) | 248 kg | Choe Hyo-sim (PRK)     | 243 kg |

## Recordes
Antes desta competição, o recorde mundial da prova era o seguinte:
| Recorde         | Tipo      | Atleta                    | Peso   | Local   | Data                   |
| Recorde Mundial | Arranque  | Svetlana Tsarukaeva (RUS) | 117 kg | Paris   | 8 de novembro de 2011  |
| Recorde Mundial | Arremesso | Lin Tzu-chi (TPE)         | 145 kg | Incheon | 23 de setembro de 2014 |
| Recorde Mundial | Total     | Lin Tzu-chi (TPE)         | 261 kg | Incheon | 23 de setembro de 2014 |

Os seguintes novos recordes foram estabelecidos durante esta competição.
| Arremesso | 146 kg | Deng Wei (CHN) | Recorde mundial |

## Resultado
Os resultados foram os seguintes. 
| Pos.              | Atleta                     | Grupo | Peso  | Arranque (kg) | Arranque (kg) | Arranque (kg) | Arranque (kg)     | Arremesso (kg) | Arremesso (kg) | Arremesso (kg) | Arremesso (kg)    | Total |
| Pos.              | Atleta                     | Grupo | Peso  | 1             | 2             | 3             | Resultado         | 1              | 2              | 3              | Resultado         | Total |
| ----------------- | -------------------------- | ----- | ----- | ------------- | ------------- | ------------- | ----------------- | -------------- | -------------- | -------------- | ----------------- | ----- |
| Medalha de ouro   | Deng Wei (CHN)             | A     | 62.87 | 110           | 110           | 113           | Medalha de ouro   | 140            | 146            | —              | Medalha de ouro   | 259   |
| Medalha de prata  | Tima Turieva (RUS)         | A     | 62.86 | 108           | 112           | 112           | Medalha de prata  | 136            | 141            | 141            | Medalha de bronze | 248   |
| Medalha de bronze | Choe Hyo-sim (PRK)         | A     | 62.24 | 104           | 107           | 107           | 8                 | 136            | 136            | 139            | Medalha de prata  | 243   |
| 4                 | Yuliya Kalina (UKR)        | A     | 62.55 | 105           | 108           | 108           | 4                 | 128            | 132            | 135            | 4                 | 243   |
| 5                 | Karina Goricheva (KAZ)     | A     | 62.87 | 108           | 108           | 112           | Medalha de bronze | 131            | 131            | 137            | 7                 | 243   |
| 6                 | Lin Tzu-chi (TPE)          | A     | 62.78 | 105           | 109           | 109           | 6                 | 133            | 138            | 138            | 5                 | 238   |
| 7                 | Pimsiri Sirikaew (THA)     | A     | 61.21 | 100           | 104           | 108           | 7                 | 128            | 132            | 132            | 6                 | 236   |
| 8                 | Mercedes Pérez (COL)       | A     | 62.96 | 97            | 103           | 103           | 12                | 125            | 130            | 137            | 8                 | 227   |
| 9                 | Zoe Smith (GBR)            | A     | 62.78 | 94            | 97            | 100           | 11                | 120            | 124            | 128            | 9                 | 221   |
| 10                | Eva Gurrola (MEX)          | A     | 62.18 | 96            | 98            | 100           | 10                | 115            | 120            | 122            | 11                | 218   |
| 11                | Olauwatoyin Adesanmi (NGR) | B     | 62.85 | 95            | 100           | 102           | 9                 | 113            | 116            | 116            | 15                | 218   |
| 12                | Giorgia Bordignon (ITA)    | B     | 61.56 | 94            | 96            | 96            | 13                | 114            | 116            | 120            | 10                | 216   |
| 13                | Rebekah Tiler (GBR)        | A     | 62.66 | 93            | 93            | 96            | 17                | 118            | 121            | 122            | 13                | 211   |
| 14                | Sinta Darmariani (INA)     | B     | 62.59 | 89            | 89            | 93            | 21                | 114            | 119            | 123            | 12                | 208   |
| 15                | Punam Yadav (IND)          | B     | 62.95 | 88            | 91            | 94            | 15                | 110            | 114            | 117            | 16                | 208   |
| 16                | Akane Yoshida (JPN)        | B     | 61.59 | 88            | 91            | 93            | 16                | 110            | 113            | 115            | 17                | 206   |
| 17                | Patricia Strenius (SWE)    | B     | 62.83 | 85            | 88            | 91            | 25                | 115            | 118            | 118            | 14                | 206   |
| 18                | Esraa El-Sayed (EGY)       | B     | 62.38 | 95            | 95            | 95            | 14                | 110            | 114            | —              | 24                | 205   |
| 19                | Namika Matsumoto (JPN)     | B     | 62.36 | 90            | 90            | 92            | 19                | 107            | 110            | 113            | 20                | 203   |
| 20                | Mona Pretorius (RSA)       | B     | 62.48 | 80            | 86            | 90            | 20                | 107            | 110            | 112            | 21                | 202   |
| 21                | Mahassen Fattouh (LIB)     | B     | 62.52 | 86            | 90            | 92            | 18                | 106            | 110            | 114            | 25                | 202   |
| 22                | Marina Rodríguez (CUB)     | C     | 61.84 | 85            | 88            | 91            | 22                | 108            | 113            | 116            | 18                | 201   |
| 23                | Bruna Piloto (BRA)         | B     | 61.87 | 87            | 90            | 90            | 27                | 113            | 115            | 116            | 19                | 200   |
| 24                | Mehtap Kurnaz (TUR)        | B     | 62.47 | 85            | 88            | 90            | 23                | 105            | 109            | 112            | 26                | 197   |
| 25                | Anna Everi (FIN)           | C     | 62.76 | 85            | 88            | 88            | 24                | 106            | 109            | 111            | 27                | 197   |
| 26                | Clementina Agricole (SEY)  | B     | 60.01 | 81            | 81            | 81            | 30                | 105            | 108            | 110            | 23                | 191   |
| 27                | Silvia Artola (NCA)        | C     | 62.95 | 75            | 80            | 83            | 32                | 105            | 108            | 111            | 22                | 191   |
| 28                | Pip Malone (AUS)           | B     | 61.70 | 83            | 87            | 89            | 26                | 102            | 102            | 102            | 28                | 189   |
| 29                | Irene Martínez (ESP)       | C     | 61.37 | 84            | 87            | 87            | 29                | 95             | 98             | 100            | 29                | 184   |
| 30                | Jessica Lai (AUS)          | C     | 62.58 | 82            | 82            | 86            | 28                | 93             | 97             | 98             | 33                | 184   |
| 31                | Ganzorigiin Anuujin (MGL)  | C     | 61.67 | 77            | 81            | 84            | 31                | 97             | 101            | 101            | 34                | 178   |
| 32                | Hjördís Óskarsdóttir (ISL) | C     | 62.53 | 67            | 72            | 75            | 35                | 100            | 105            | 106            | 30                | 175   |
| 33                | Tatia Lortkipanidze (GEO)  | C     | 61.73 | 75            | 79            | 81            | 33                | 95             | 100            | 100            | 35                | 174   |
| 34                | Jennifer Piter (ARU)       | C     | 61.97 | 72            | 76            | 76            | 34                | 92             | 96             | 98             | 32                | 174   |
| 35                | Alexandra Klatsia (CYP)    | C     | 61.76 | 72            | 72            | 75            | 36                | 95             | 98             | 98             | 31                | 170   |
| —                 | Ksenia Maksimova (RUS)     | A     | 61.40 | 105           | 105           | 108           | 5                 | 130            | 130            | 130            | —                 | —     |